# Riedgraben (Fauerbach)
Der Riedgraben ist ein gut anderthalb Kilometer langes, die meiste Zeit trockenes Grabensystem im Östlichen Hintertaunus in der Gemarkung von Butzbach im hessischen Wetteraukreis. Der aus dem Norden kommende Riedgraben mündet von links und zuletzt Westen in den Fauerbach.

## Geographie

### Verlauf

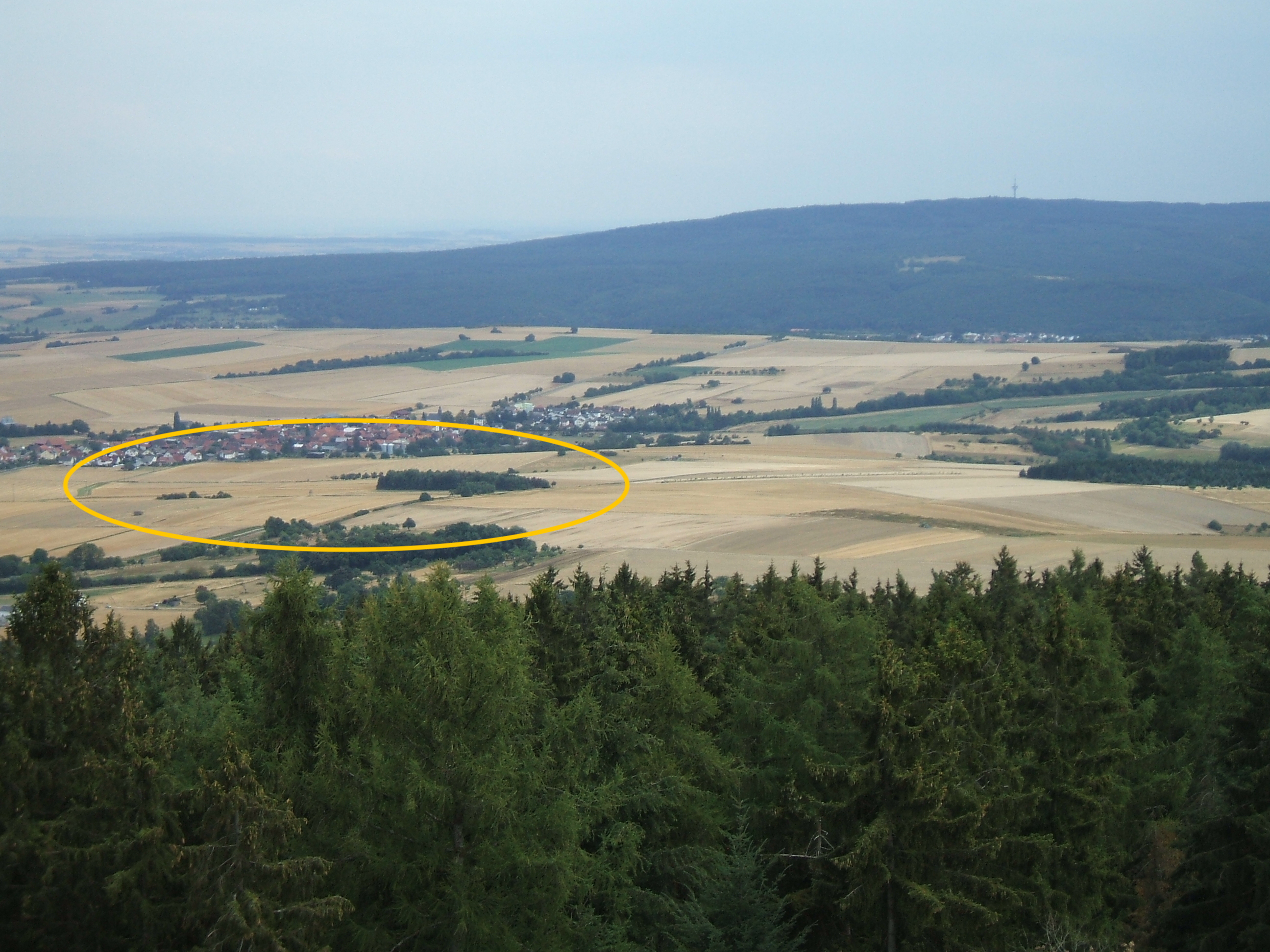
Blick vom Hausberg-Aussichtsturm zu den Quellästen im Oval

Der Riedgraben entspringt in zwei Ästen im Östlichen Hintertaunus nordwestlich und oberhalb von Fauerbach v. d. Höhe.
Der etwa 800 m lange obere Ast hat an seinem höchsten Punkt eine hydraulische Verbindung zu den Straßengräben an beiden Seiten der Kreisstraße 15 zwischen Butzbach–Hoch-Weisel und Butzbach–Münster. Der etwa einen halben Kilometer lange untere Ast entspringt auf einer Höhe von 264 m einer gefassten und zeitweilig schüttenden Quelle an der Abzweigung eines Feldwegs, annähernd 200 m östlich der K 15.
Beide Ästen verlaufen zunächst an der Südseite von Feldwegen im Abstand von etwa 300 m parallel durch die Feldflur Am Gänsnett nach Osten. Der obere Graben dreht nun um fast 90° auf Südkurs, fließt dann etwa 350 m zwischen der Flur Riedgraben auf der rechten Seite und der Flur An den Brautgärten auf der linken und nimmt danach auf seiner rechten Seite den unteren Ast auf. Unterhalb der Zusammenführung der beiden Äste hat sich eine kleine Mulde ausgebildet, in der Feuchte liebende Pflanzen (Bachbunge und Binsen) eine Gemeinschaft bilden und anzeigen, dass der Graben zeitweise Wasser führt.
Der vereinigte Graben läuft nun südsüdostwärts auf das Dorf Fauerbach zu und wird nach etwa 300 Metern einer Verrohrung unter dem Ort zugeführt, rund 350 m Luftlinie lang. Sie beginnt etwa 40 m nördlich eines turmartigen Trafohäuschens, das an der Kreuzung von Mehl- und Weidengasse (Grabelicksweg nach Butzbach–Münster, dort Fauerbacher Weg genannt) am nördlichen Ortsrand steht. Obwohl am Einlass kein Wasser in die Verrohrung fließt, verlässt welches ihr Ende unterhalb einer neu errichteten Halle eines Hofes am östlichen Ortsrand von Fauerbach.
Der Graben führt in gerader Linie nach Osten und biegt für wenige Meter nach Südosten ab, um von links über einen Teil der Grabenflanke auf einer Höhe von 208 m in den aus dem Westen heranziehenden Fauerbach zu münden.

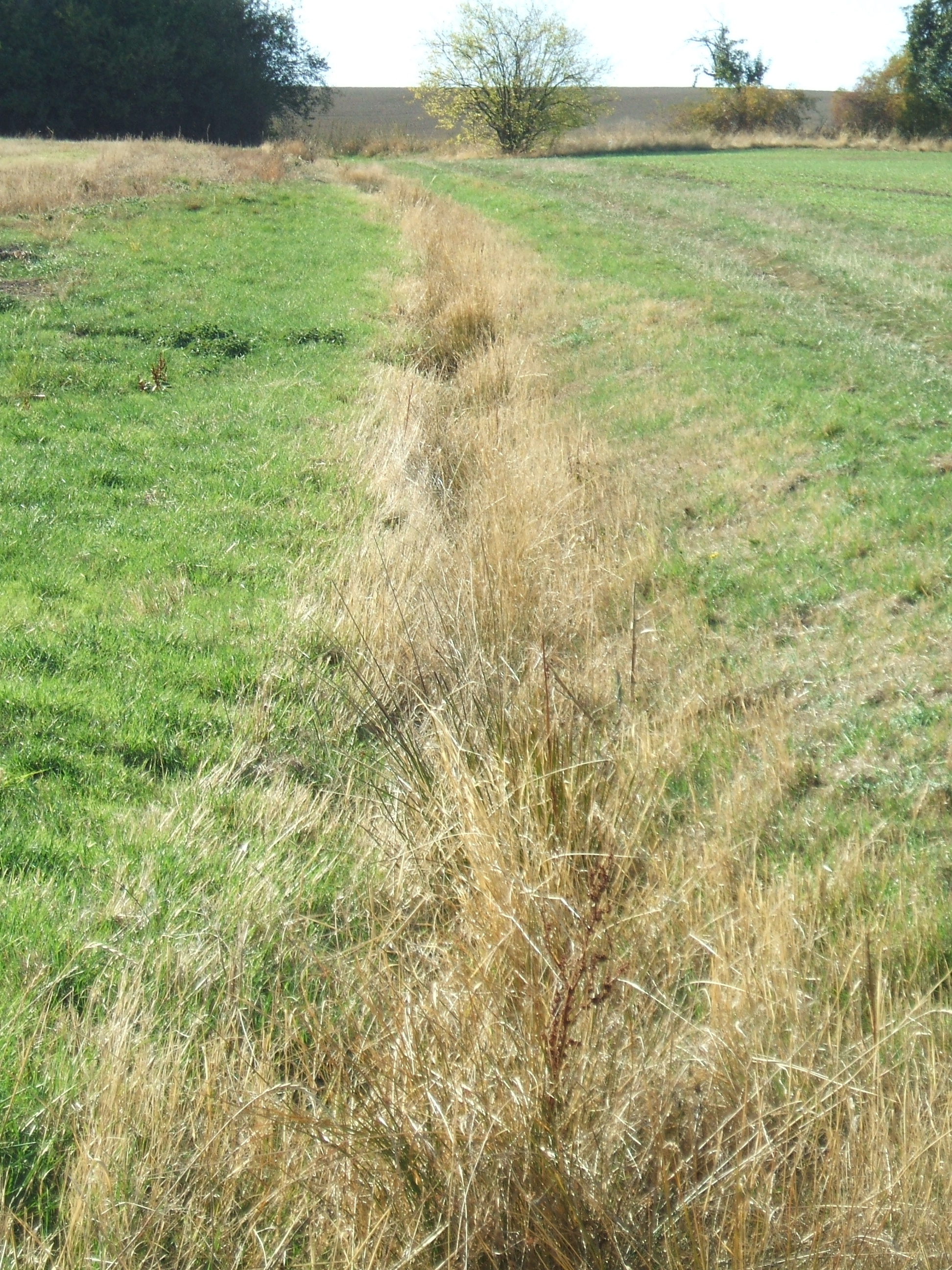
Der obere Ast
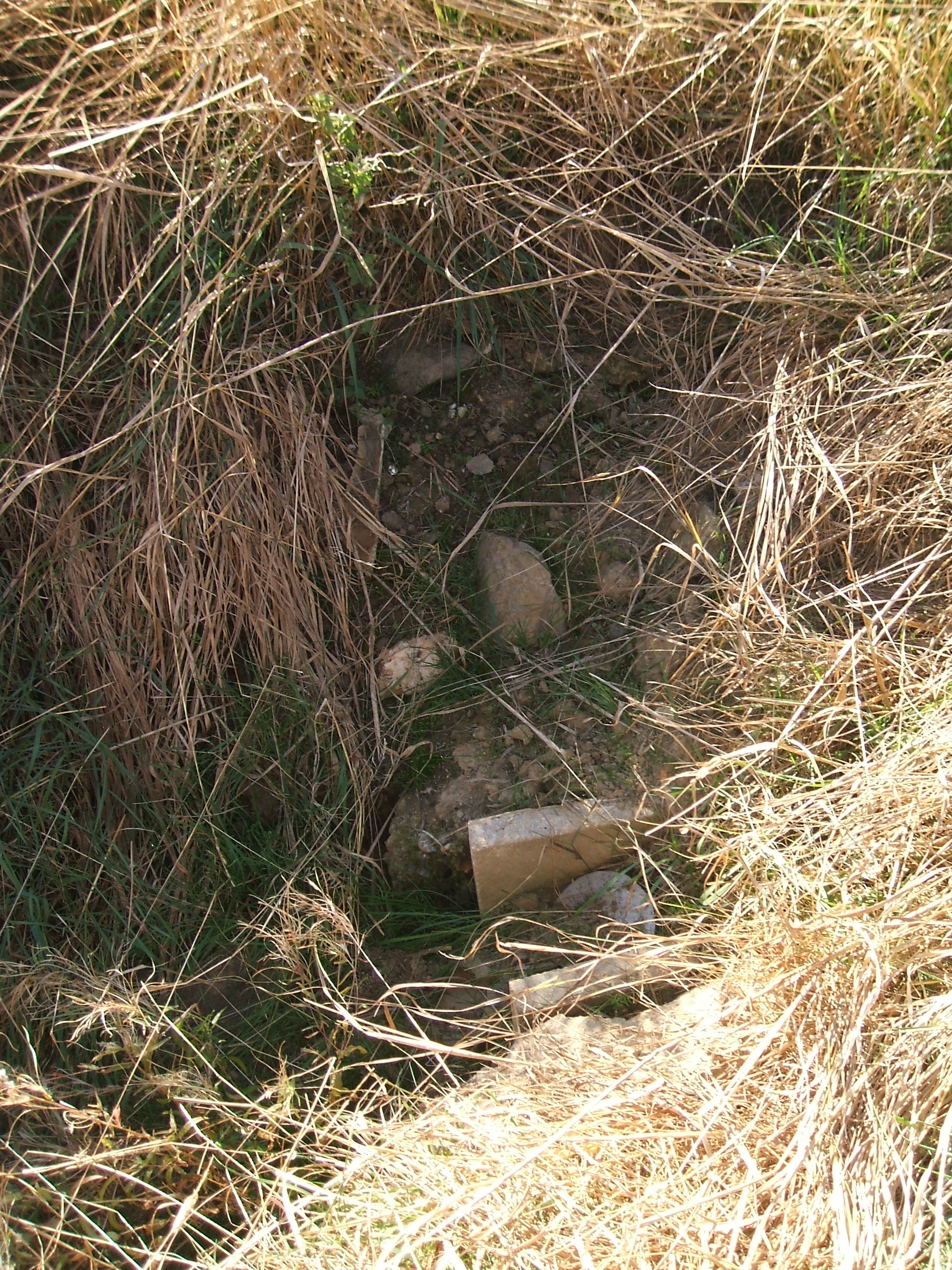
Quelle unterer Ast
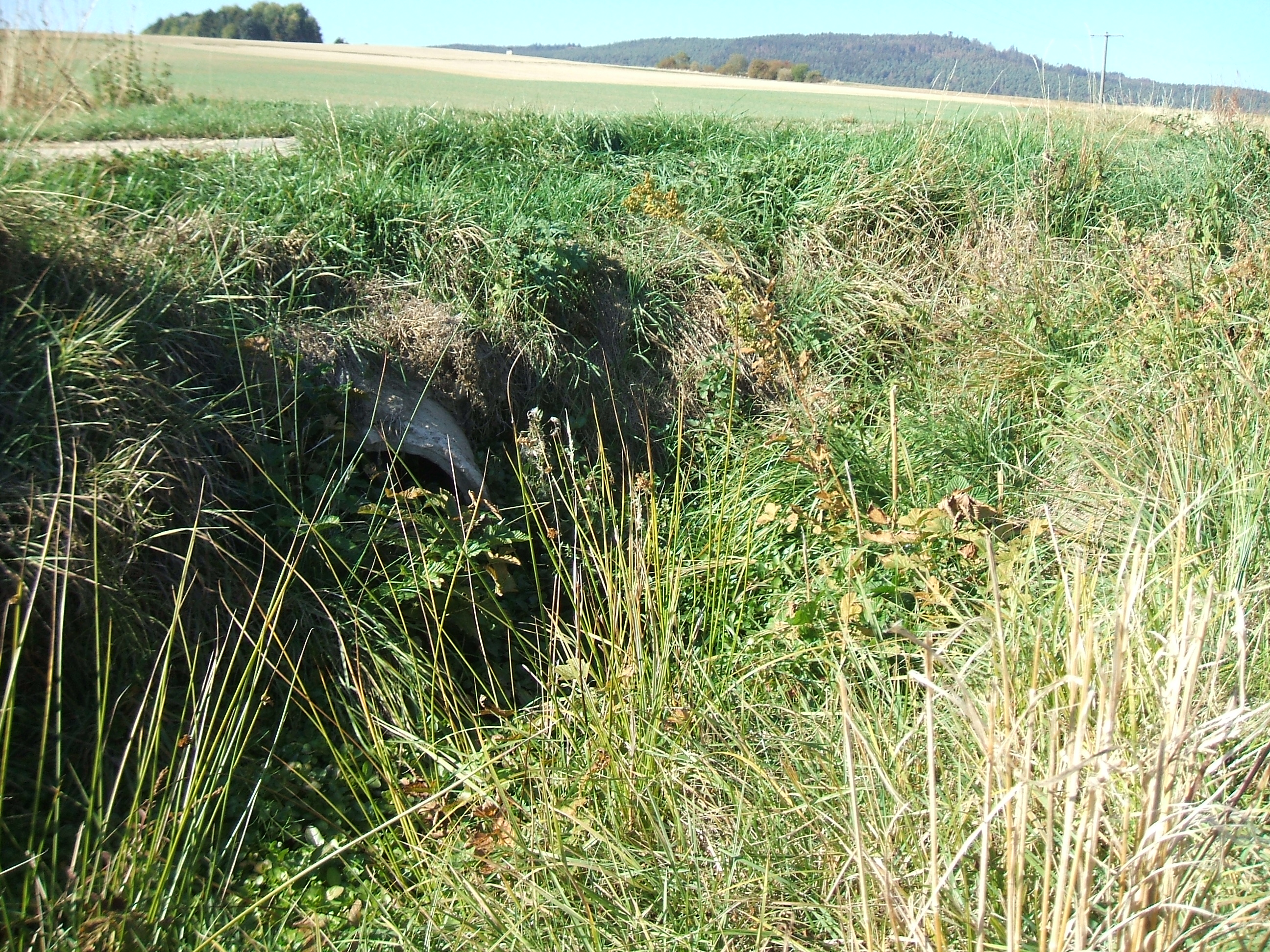
Zusammenführen beider Äste
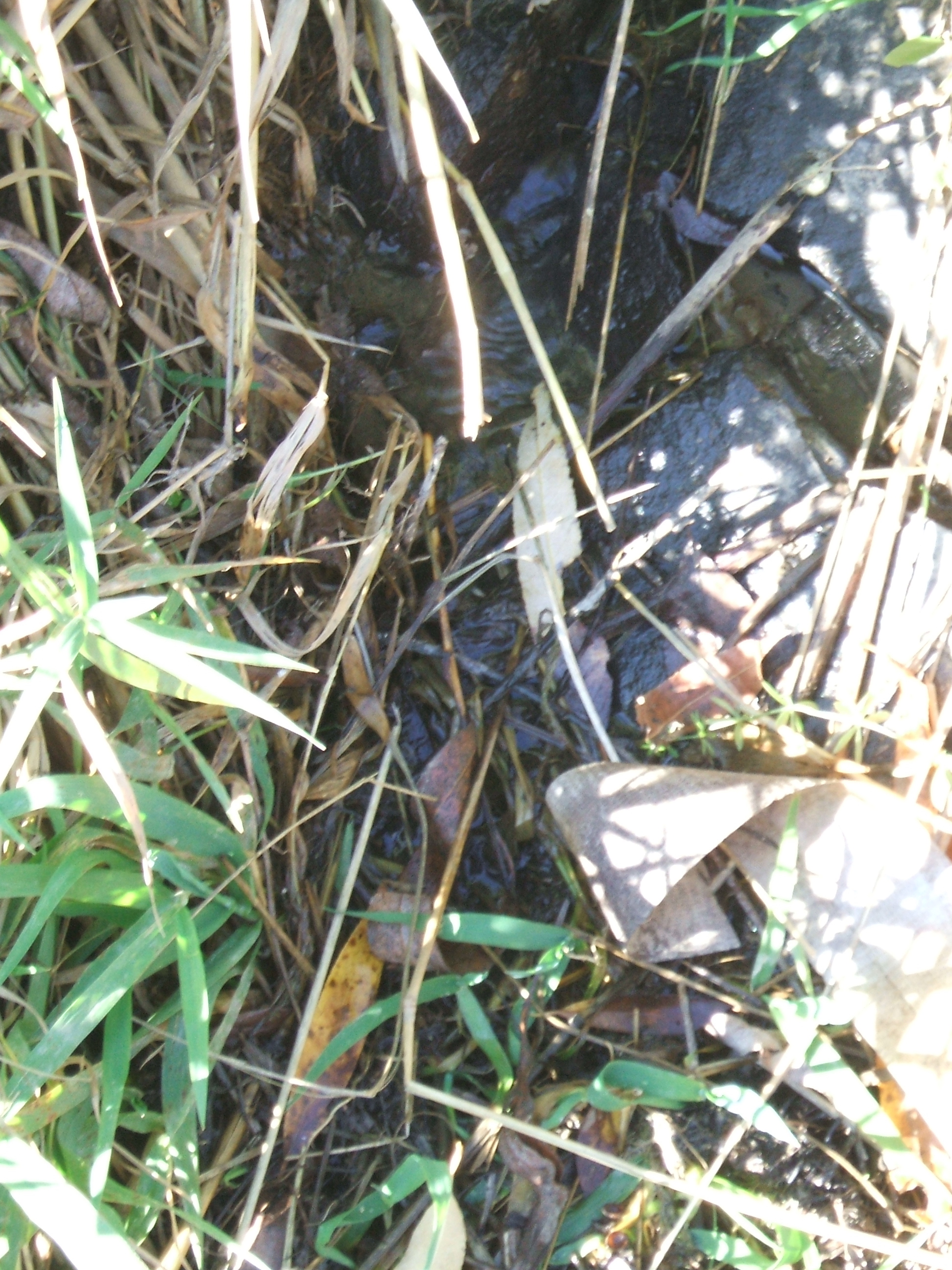
Der Riedgraben fließt den Trapezgrabenrand hinab zur Mündung in den Fauerbach

### Flusssystem Usa
- Fließgewässer im Flusssystem Usa